# La Terre (film, 1947)
Pour plus de détails, voir Fiche technique et Distribution.
La Terre (titre original : Erde) est un film austro-suisse réalisé par Leopold Hainisch sorti en 1947.
Il s'agit d'une adaptation de la pièce du même nom de Karl Schönherr (de).

## Synopsis
Le vieux fermier grêle Grutz est considéré comme un homme dur et insociable en raison de sa nature distante. La vieille Mena, qui dirige la maison de Grutz pendant qu'il travaille aux champs, l'aide. Elle ne souhaite rien d'autre que marier son fils Hans à Christine Grutz, la fière fille du vieil homme. Mais l'arrogance de Christine éclate sous la forme de moqueries à l'égard du demandeur de sa main, lorsqu'elle se moque publiquement du rêveur Hans lors d'une fête religieuse à cause de ses avances et de son passé médiocre. Sans aucun doute, Christine pense qu'elle vaut mieux que ça. Un peu plus tard, elle se rend compte que son comportement n'était pas approprié, mais il est déjà trop tard ; désormais, Hans évite Christine.
Le fermier Grutz a cependant des préoccupations complètement différentes. Pendant la récolte, son cheval donne de violents coups de pied et le blesse grièvement. Se sentant proche de la mort, il choisit sa pierre tombale et commande un cercueil. Enfin, Grutz fait un adieu pathétique à sa "terre", qu’il a cultivée pendant des années et dont il pense devoir bientôt se séparer. Le fidèle Hans ne laisse pas tomber le vieil homme, s'occupe de son travail et veille sur lui lorsque Grutz dort (à côté de son cercueil). Mais le temps passe et le vieux fermier nerveux se révèle extrêmement coriace et ne veut pas du tout mourir. L'automne passe, l'hiver passe et au printemps, Grutz semble vraiment refleurir. Dans un accès de colère, il finit par briser le cercueil, devenu inutile (sur le moment), et se réconcilie avec la Terre Mère dans son domaine. La relation détruite entre Hans et Christine peut finalement être réparée.

## Fiche technique
- Titre : La Terre
- Titre original : Erde
- Réalisation : Leopold Hainisch assisté de Richard Angst
- Scénario : Eduard Köck (de)
- Musique : Willy Schmidt-Gentner
- Photographie : Richard Angst
- Son : Erwin Jennewein
- Montage : Munni Obal (de)
- Production : Luis Trenker
- Société de production : Tirol-Film, Omnia-Film
- Société de distribution : Oefram Filmgesellschaft
- Pays d'origine :  Autriche,  Suisse
- Langue : allemand
- Format : Noir et blanc - 1,37:1 - Mono - 35 mm
- Genre : Drame
- Durée : 87 minutes
- Dates de sortie :
  - Suisse : 21 mars 1947.
  - Autriche : 17 octobre 1947.
  - France : 24 décembre 1948[1].
  - Allemagne de l'Ouest : 23 décembre 1949.

## Distribution
- Eduard Köck : Grutz, paysan
- Ilse Exl : Christine Grutz, sa fille
- Anna Exl (de) : Mena
- Leopold Esterle (de) : Hans, son fils
- Hertha Agostini : Trine

et Franz Ludwig-Mörth, Ludwig Auer, Ernst Auer, Leonhard Auer, Hans Kratzer, Mimi Gstöttner-Auer (de), Anna Zötsch, August Burger, Josef Hauser

## Production
Le tournage se déroule de mars à juillet 1946 à Sölden et dans l'Ötztal (Tyrol).
La Terre est la première tentative du cinéma suisse de rétablir les contacts avec les pays germanophones voisins après des années d'isolement dû au nazisme et à Seconde Guerre mondiale. Bien qu'un matériel original autrichien soit transformé en film, environ 60% du capital mis à disposition pour le film provient de la société zurichoise Omnia-Film du producteur suisse Franz Reichenbach.